# Thaumaleus gigas
Thaumaleus gigas är en kräftdjursart som beskrevs av A. Scott 1909. Thaumaleus gigas ingår i släktet Thaumaleus och familjen Monstrillidae. Inga underarter finns listade i Catalogue of Life.